# María José Hidalgo
Maria José Hidalgo (Salamanca, 1968) és una empresària espanyola. Diplomada en empresarials per la Universitat de Salamanca, ha cursat un màster
en direcció d'empreses a IESE, dependent de la Universitat de Navarra. Des de molt jove ha col·laborat en la creació i el desenvolupament de les empreses familiars, tant a Halcón Viajes com a Travelplan.
La seva vida professional va lligada a la presència accionarial majoritària de la família Hidalgo a la companyia aèria privada espanyola Air Europa. Ha exercit el càrrec de directora general, forma part del Consell d'Administració de Globalia —holding que agrupa totes les empreses de la família Hidalgo— i, en general, exerceix de segona del president de la corporació.
Especialista en qüestions turístiques, ha estat també impulsora d'una línia de negoci hoteler dins Globalia i atén les qüestions generals que cerquen sinergies empresarials dins de les diferents empreses. El 2005 va rebre el Premi Ramon Llull.